# Zerlegung von Frischfleisch
Die Zerlegung von Frischfleisch ist ein Teilschritt der Fleischproduktion und -verarbeitung innerhalb der Fleischwirtschaft.
Als Zerlegung bezeichnet man in erster Linie die Teilung von Tierkörpern, nachdem während des Schlachtprozesses das Blut, die Innereien sowie ungenießbare Körperteile wie Huf, Horn und Haut entfernt wurden. Meist werden die Tiere dabei in einem ersten Schritt grob zerlegt. Dabei ist je nach Tiergröße und Verwendungszweck die Teilung in 2 Hälften (der Länge nach oder an einem Rückenwirbel quer) oder die Zerlegung in Viertel üblich. Je nach Epoche und Region sind für die weitere Zerlegung unterschiedliche Schnitt-/Zerlege-/Teilungsregeln aufgestellt worden, die in Handel und Gewerbe typische Angebotsformen bestimmen.

## Aspekte
Die Form und Durchführung der Zerlegung richtet sich nach mehreren Gesichtspunkten:
- Allgemein gelten die Begriffe nur für geschlachtete Tiere, was ebenso für nicht erlegte Tiere gilt.
- Für während einer Jagd erlegte Tiere gibt es Begriffe in der Jägersprache
- Genau wie bei der Schlachtung werden bei der Zerlegung üblicherweise die Körper von Säugetieren und  Geflügel getrennt.
- Allgemein bezeichnet man so die Erzeugnisse aus der gewerblichen Herstellung. Bei einer Hausschlachtung entscheidet der Auftraggeber, wie der Zuschnitt zu erfolgen hat.
- Teilweise unterscheiden sich die Bezeichnungen innerhalb einer Art nach Geschlecht und Alter der Tiere (Färse/Bulle, Rind/Kalb).
- Innereien werden bei der Zerlegung ebenso gewonnen, jedoch als eigene Warengruppe gegenüber dem Frischfleisch gesondert behandelt.

## Körperteile
Der Zuschnitt erfolgt in der Regel entlang von Knochen und Gelenken sowie dem Bindegewebe innerhalb der Muskulatur.
Die Zerlegung von Säugetiere erfolgt als Grobsortiment meist in:
- Kopf: Maulfleisch, Schweinebacke/Fettbacke, Maske, Schweineohr, Schnauze
- Hals: Rinderhals/Rinderkamm, Chuck (Fleisch), Zungenstück, Schweinekamm
- Rücken: Fehlrippe, Mittelrippenstück, Hochrippe, Roastbeef/Zwischenrippenstück, Filet, Tafelspitz (Fleisch), Rippenstück, Rückenspeck, Schweinekotelett, Stielkotelett, Lendenkotelett
  - Filet: Chateaubriand
  - Steaks: Entrecôte, Porterhouse-Steak, Rumpsteak, Sirloin-Steak
- Schwanz: Schwanzstück, Ochsenschwanz, Picanha
- Brust: Rinderbrust, Querrippe, Schweinebrust, Dicke Rippe, Brustspitze, Wamme, Lange Rippe
- Bauch: Knochendünnung, Schliem, Bauchlappen, Bavette de flanchet, Bavette d’aloyau, Flanksteak, Schweinebauch,
- Vorderkeule: Schulterstück, Falsches Filet, Schaufelstück, Schweinebug, Dünnung
- Hinterkeule: Oberschale, Unterschale, Hüfte und Hüftsteak, Bürgermeisterstück, Fricandeau
- Füße: Hesse, Hachse, Eisbein, Spitzbein, Schweinepfote
- Andere: Nierenzapfen, Kronfleisch, Zwerchfell

Beim Geflügel unterteilt man
- Kopf
- Hals
- Brust
- Rücken
- Flügel
- Keule

in unterschiedlichen Kombinationen.

## Varianten

US Zuschnitt (Rind)
Britischer Zuschnitt (Rind)
Deutscher Zuschnitt (Rind)
Deutscher Zuschnitt (Schwein)
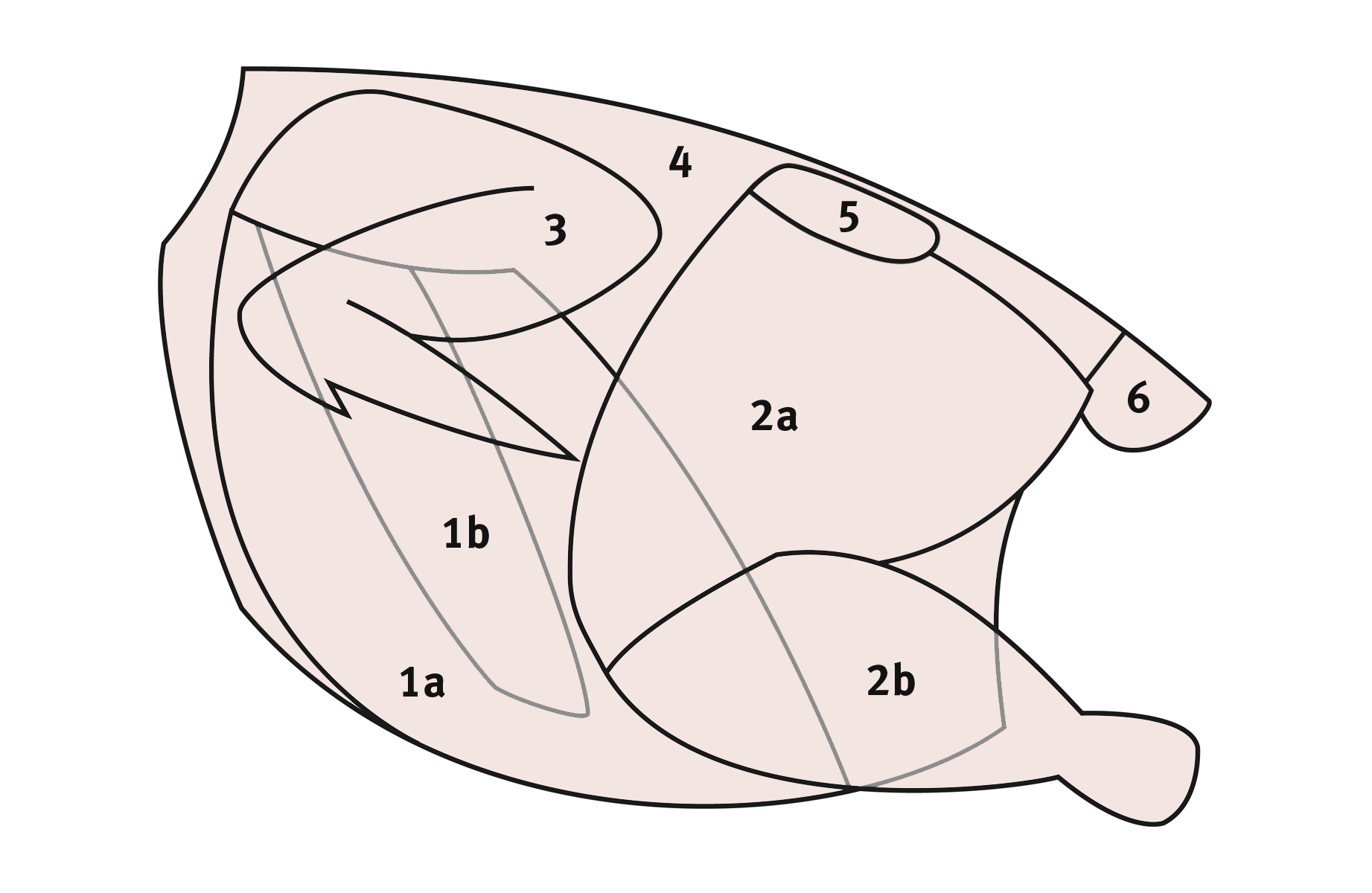
Deutscher Zuschnitt (Huhn)
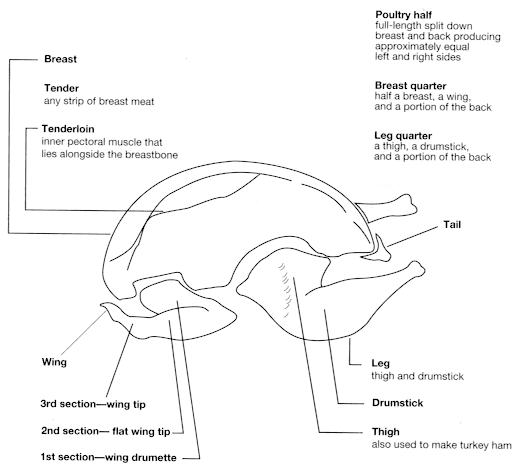
US-amerikan. Zuschnitt (Huhn)